# Comitán (kommun)
Comitán är en kommun i Mexiko.   Den ligger i delstaten Chiapas, i den sydöstra delen av landet, 800 km öster om huvudstaden Mexico City.
Följande samhällen finns i Comitán:
- Comitán
- Santa Rosalía
- Río Grande
- Yaltzi Tres Lagunas
- San Miguel Tinajab
- Juznajab la Laguna
- San Francisco el Rincón
- Jatón Chacaljemel
- Guadalupe Quistaj
- San Rafael Jocom
- Cajcam
- Santo Domingo de las Granadas
- San Antonio Ogotzil
- Guadalupe Buenavista
- El Prado
- Corrala
- Chichimá Sabinal
- Chitija
- Tierra Blanca
- Laguna Larga
- Pozo Nuevo
- San Juan Copalar
- Juan Sabines Guerrero
- Los Laureles
- Chichimá Acapetahua
- La Esperanza
- San Antonio Bellavista
- San José las Rosas
- San Rafael Chacaljemel
- Canalum
- Las Flores
- San José Berlín
- San Francisco el Desengaño
- El Ocote
- Camino Blanco
- Dos Cruces
- San Mateo
- San Vicente Buenavista
- El Tanque
- El Tuilaíto Punta de Diamante
- San Antonio Z
- Arturo Albores
- El Membrillo
- Santa Ana Calunchuy
- Buenavista
- Miguel de la Madrid
- Basquén
- Tuila el Grande
- El Durazno
- San Vicente Candelaria
- Guadalupe Salvatierra
- San Antonio Copalar 2da. Sección